# Prumnopitys standleyi
Prumnopitys standleyi é uma espécie de conífera da família Podocarpaceae.
Apenas pode ser encontrada na Costa Rica.